# No Mercy (album de T.I.)
Pour les articles homonymes, voir No Mercy.
Albums de T.I.
Paper Trail
(2008) Trouble Man: Heavy Is the Head
(2012)
Singles
1. Get Back Up
Sortie : 29 octobre 2010
2. That's All She Wrote
Sortie : 11 janvier 2011

No Mercy est le septième album studio de T.I., sorti le 7 décembre 2010 aux États-Unis.
L'album a été certifié disque d'or par la Recording Industry Association of America (RIAA) le 14 janvier 2011.

## Liste des titres
| No  | Titre                                                                                               | Auteur                                                                                | Contient un (des) sample(s) de                                | Durée |
| --- | --------------------------------------------------------------------------------------------------- | ------------------------------------------------------------------------------------- | ------------------------------------------------------------- | ----- |
| 1.  | Welcome to the World (featuring Kanye West et Kid Cudi – Produit par Kanye West)                    | Kanye West, Clifford Harris, Scott Mescudi                                            |                                                               | 4:14  |
| 2.  | How Life Changed (featuring Mitchelle'L et Scarface – Produit par Lil C et Mike « Emaydee » DuPree) | Harris, Cordale Quinn, Glenda Proby, Mitchelle'l Sium, Brad Jordan                    |                                                               | 4:30  |
| 3.  | Get Back Up (featuring Chris Brown – Produit par The Neptunes)                                      | Harris, Chris Brown, Pharrell Williams                                                |                                                               | 4:24  |
| 4.  | I Can't Help It (featuring Rocko – Produit par The Smash Factory)                                   | Harris, Larrance Dopson, Lamar Edwards, Rodney Hill                                   |                                                               | 3:32  |
| 5.  | That's All She Wrote (featuring Eminem – Produit par Dr. Luke et Max Martin)                        | Harris, Marshall Mathers, Lukasz Gottwald, Max Martin                                 |                                                               | 5:18  |
| 6.  | No Mercy (featuring The-Dream – Produit par Christopher « Tricky » Stewart et The-Dream)            | Harris, Terius Nash, Christopher Stewart                                              |                                                               | 4:07  |
| 7.  | Big Picture (Produit par DJ Toomp)                                                                  | Harris, Aldrin Davis                                                                  |                                                               | 4:25  |
| 8.  | Strip (featuring Young Dro et Trey Songz – Produit par Lil C)                                       | Harris, Quinn, D'Juan Hart, Tremaine Neverson, Tony Scales                            | Ready or Not Here I Come (Can't Hide From Love) des Delfonics | 3:42  |
| 9.  | Salute (Produit par Jake One)                                                                       | Harris, Jacob Dutton                                                                  |                                                               | 3:07  |
| 10. | Amazing (featuring Pharrell – Produit par The Neptunes)                                             | Harris, Williams                                                                      |                                                               | 5:14  |
| 11. | Everything on Me (Produit par Danja)                                                                | Harris, Nathaniel Hills, Marcella Araica                                              |                                                               | 4:24  |
| 12. | Poppin Bottles (featuring Drake – Produit par T-Minus)                                              | Harris, Aubrey Graham, Nikhil Seetharam, Tyler Williams, The Monsters & The Strangerz |                                                               | 5:20  |
| 13. | Lay Me Down (featuring Rico Love – Produit par Jim Jonsin et Rico Love)                             | Harris, Richard Butler, Jr., James Scheffer, Zukhan Bey, Juan Atkins, Richard 3070    | Clear de Cybotron                                             | 3:16  |
| 14. | Castle Walls (featuring Christina Aguilera – Produit par Alex da Kid)                               | Harris, Holly Hafferman, Alex da Kid                                                  |                                                               | 5:29  |

| 15. | I'm Back (Produit par TrackSlayerz)                                                           | Harris, Dexter Randall, Demetri Duncan, Charles Bobino III, Otha « Vakseen » Davis III | 3:43 |
| 16. | Yeah Ya Know (Takers) (Produit par DJ Toomp et Lil C)                                         | Harris, Davis, Quinn                                                                   | 4:28 |
| 17. | Got Your Back (featuring Keri Hilson – Produit par DJ Toomp)                                  | Harris, Davis, Keri Hilson                                                             | 4:24 |
| 18. | Ya Hear Me                                                                                    | Harris, Keith McMasters                                                                | 4:04 |
| 19. | Pledge Allegiance to the Swag (featuring Rick Ross – Produit par J.U.S.T.I.C.E. League)       | Harris, William Roberts, Kevin Crowe, Erik Ortiz, Kenny Bartolomei, M. Primous         | 7:46 |
| 20. | Follow Your Dreams (featuring Shun Hendrix – Produit par Polow da Don et Hollywood Hot Sauce) | Harris, Paul Dawson                                                                    | 3:55 |

| 21. | That's What I Thought (featuring Mac Boney et Killer Mike – Produit par Nard & B) | Harris, Brandon Rackley, Bernard Rosser, Michael Render | 4:37 |
| 22. | Like So                                                                           | Harris, Quinn, Andrew Thielk                            | 3:08 |

## Classement
| Classements (2010/2011) | Meilleure position |
| ----------------------- | ------------------ |
| Australie               | 69                 |
| Canadian Albums Chart   | 35                 |
| France                  | 173                |
| Oricon                  | 88                 |
| Nouvelle-Zélande        | 39                 |
| Billboard 200           | 4                  |
| Top R&B/Hip-Hop Albums  | 1                  |
| Top Rap Albums          | 1                  |
| Top Digital Albums      | 3                  |